# 53W53
Der 53W53, früher Tower Verre, ist ein Super-Wolkenkratzer in New York City. Der Wohnturm ist Teil der sogenannten Billionaires’ Row im Stadtbezirk Manhattan. Im Gebäudesockel befinden sich Ausstellungsräume des benachbarten Museum of Modern Art (MoMA).

## Beschreibung
Der Wolkenkratzer befindet sich zwischen der West 53rd und W 54th Street etwa 35 m von der Avenue of the Americas (Sixth Avenue) Richtung Fifth Avenue entfernt in Midtown Manhattan. Benachbarte Gebäude sind das CBS Building im Süden, südwestlich die 1301 Avenue of the Americas (Credit Lyonnais Building) und das Hotel New York Hilton Midtown im Westen. Direkter östlicher Nachbar ist das Museum of Modern Art.
Bauträger und Eigentümer des von Jean Nouvel entworfenen Wohnturms sind die Immobilienunternehmen Pontiac Land Group und Hines. Der Baubeginn erfolgte 2015 und im Jahr 2019 wurde das Gebäude fertiggestellt. Der nach oben spitz zulaufende Wolkenkratzer ist 320 Meter (1050 Fuß) hoch und hat 77 Etagen. Er ist mit Stand 2023 das zwölfthöchste Gebäude in der Stadt und überragt damit das 319 m hohe Chrysler Building um 1,1 Meter (13. Platz). Die Glasfassade ist in ein Diagonalgitter aus Stahlbeton eingebettet, das dem Gebäude strukturelle Unterstützung verleiht. Die Nord- und Südfassade fallen nach innen hin zu drei Gebäudespitzen unterschiedlicher Höhe ab. Der Wohnturm umfasst 145 Eigentumswohnungen und 17 Suiten sowie MoMA-Galerieräume auf drei Etagen und ein privates Restaurant an der Basis. Die Innenarchitektur der Wohneinheiten gestaltete das Büro Thierry Despont. Das Gebäude bietet seinen Bewohnern zahlreiche Freizeit- und Servicebereiche wie Fitnesscenter, Swimmingpool, Kinderspielbereich, Lounge, Reinigungsservice und bei einer Mitgliedschaft freien Eintritt in das MoMA.

## Geschichte
Erste Pläne für den anfangs Tower Verre genannten Wolkenkratzer wurden 2007 im Zusammenhang mit einer Erweiterung des MoMA bekannt gegeben. Ursprünglich sollte er mit 381 Metern (1250 Fuß) genauso hoch werden wie das Empire State Building. Dagegen regte sich Widerstand und das zuständige Manhattan Community Board 5 erreichte, dass die Landmarks Preservation Commission (LPC) die Übertragung der notwendigen Luftrechte von benachbarten denkmalgeschützten Gebäuden ablehnte. Wegen der erfolgreichen Proteste wurde 2009 die geplante Höhe um 61 m (200 Fuß) auf die von der LPC nun genehmigte Höhe von 320 m verringert. Die Baugenehmigung für den Wolkenkratzer erfolgte im Herbst 2009. Die Baukosten waren mit etwa 941 Millionen Euro veranschlagt. Aufgrund von Schwierigkeiten bei der Finanzierung verzögerte sich zunächst der Baubeginn. Anfang Januar 2013 wurden dem Department of Buildings (DOB) schließlich Dokumente eingereicht, die einen sofortigen Baubeginn des Turms ermöglichten. Am 29. Oktober 2013 wurde bekannt, dass die Finanzierung des Turms gesichert war. Der Bau des Turms begann Februar 2015 und nachdem im Juni 2018 die endgültige Höhe erreicht wurde (topping out), setzte man im Dezember 2018 das letzte Bauteil auf die Gebäudespitze. 2019 im Wesentlichen fertiggestellt, fand der Abschluss aller Bauarbeiten an der 53 West 53 im Februar 2020 statt. Das Restaurant „53“ am Sockel des Gebäudes wurde Ende 2022 eröffnet.

## Galerie

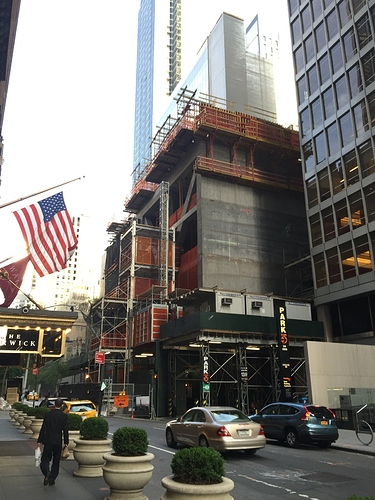
Arbeiten am Sockel am 15. Juni 2016
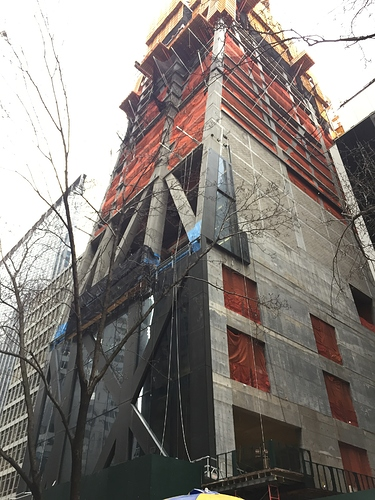
Baufortschritt am 20. Januar 2017
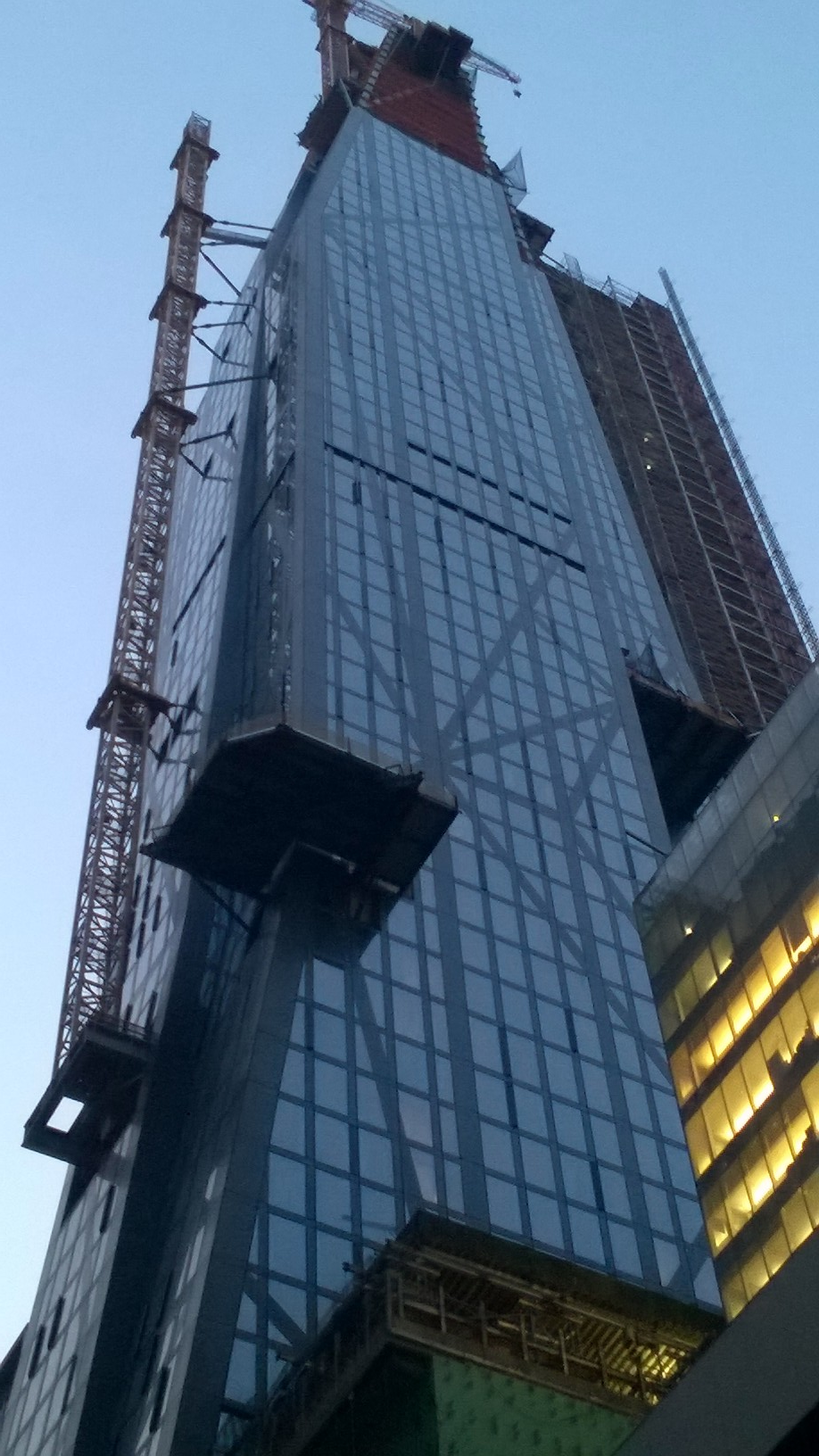
Fassadenarbeiten im April 2018
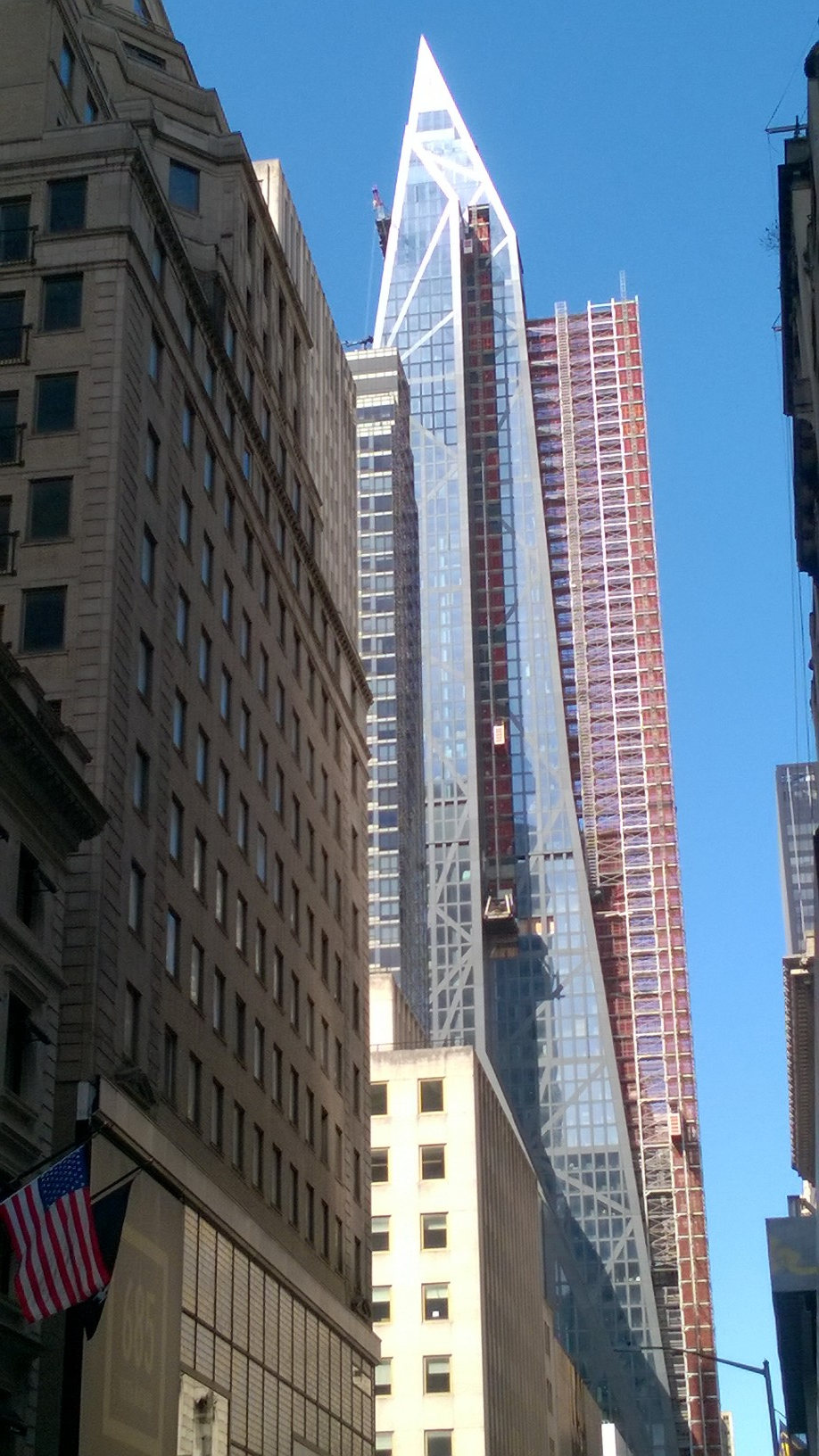
Baufortschritt am 23. März 2019
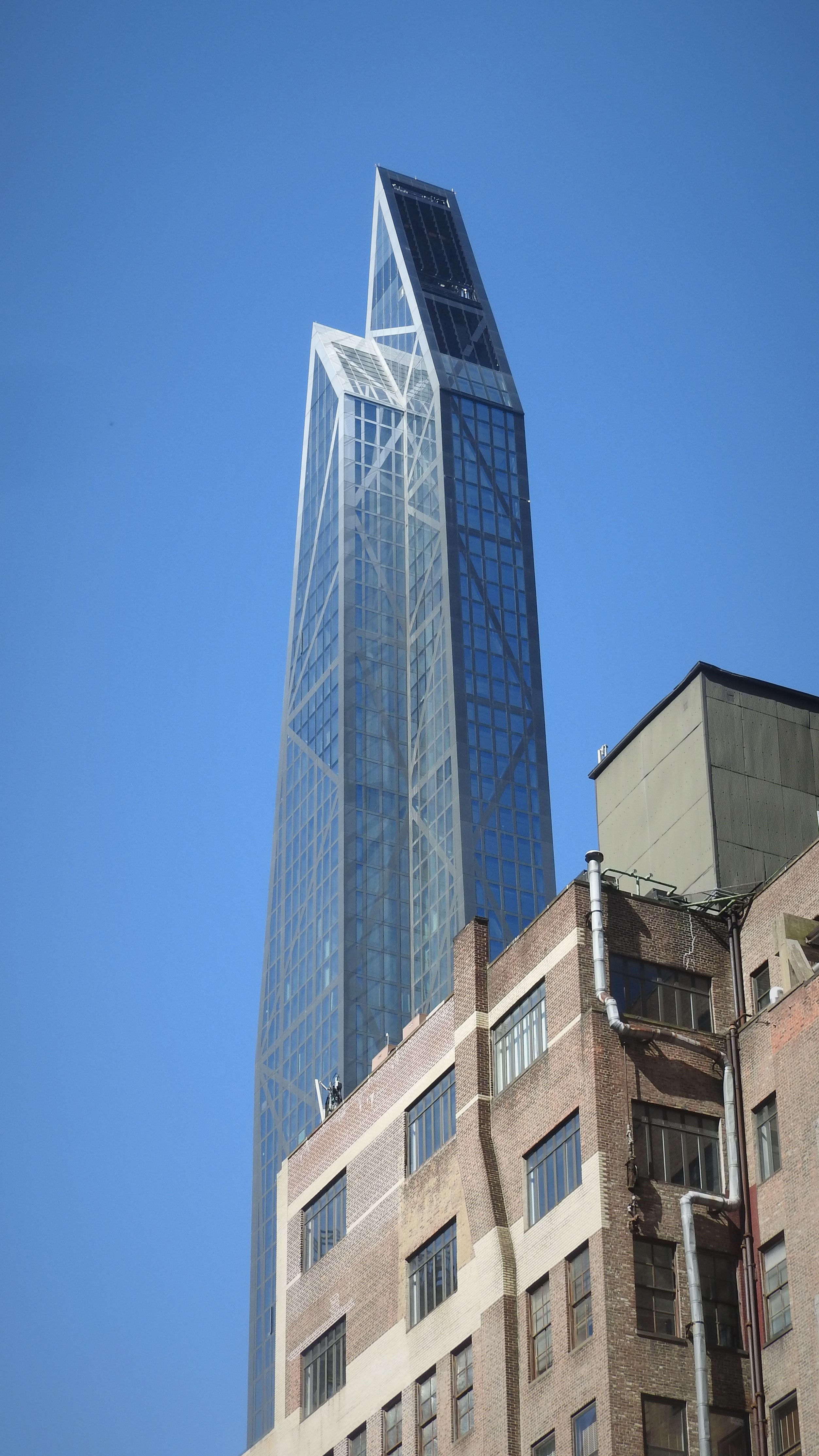
Der fertiggestellte Wohnturm im Mai 2020